# 聾啞
聾啞以往是用來形容失聰且無法說話，需使用手語溝通的人。此一詞語現在也用來指無法用口語溝通的失聰者，或是失聰者有部份口語能力，但因為聲音和一般人不同，為避免注意，而選擇改用手語溝通。有些人認為此一詞語現今是有贬义的詞语。